# Irish League 1914-1915
L'Irish League 1914-1915 è stata la 25ª edizione della prima divisione del campionato nordirlandese di calcio. Il campionato era formato da otto squadre e il Belfast Celtic F.C. vinse il titolo. Non vi furono retrocessioni.

## Classifica finale
| Pos. | Squadra        | G  | V  | N | P  | GF | GS | Punti |
| ---- | -------------- | -- | -- | - | -- | -- | -- | ----- |
| 1    | Belfast Celtic | 14 | 10 | 3 | 1  | 24 | 7  | 23    |
| 2    | Glentoran      | 14 | 9  | 3 | 2  | 27 | 10 | 21    |
| 3    | Linfield       | 14 | 6  | 5 | 3  | 27 | 18 | 17    |
| 4    | Distillery     | 14 | 7  | 1 | 6  | 23 | 16 | 15    |
| 4    | Shelbourne     | 14 | 6  | 3 | 5  | 17 | 12 | 15    |
| 6    | Glenavon       | 14 | 3  | 5 | 6  | 24 | 28 | 11    |
| 7    | Cliftonville   | 14 | 4  | 1 | 9  | 13 | 29 | 9     |
| 8    | Bohemians      | 14 | 0  | 1 | 13 | 10 | 45 | 1     |

G = Partite giocate; V = Vittorie; N = Nulle/Pareggi; P = Perse; GF = Goal fatti; GS = Goal subiti; 